# An Nouqat al Khams
An Nouqat al Khams (en arabe : النقاط الخمس) est une des 22 chabiyat de Libye. 
Sa capitale est Zouara.

## Toponymie
An Nouqat al Khams (النقاط الخمس) signifie littéralement "les cinq points".

## Villes
- Zaltan